# Bragance (circonscription électorale)
Pour les articles homonymes, voir Bragance.
La circonscription électorale de Bragance est une circonscription électorale du Portugal, utilisée pour les élections législatives.
Ses frontières correspondent au district du même nom.

## Résultats

### Années 2020

#### 2025
| Parti                                      | Parti                                     | Voix    | %     | +/-  | Sièges | +/-           |
| ------------------------------------------ | ----------------------------------------- | ------- | ----- | ---- | ------ | ------------- |
|                                            | AD – Coalition PSD/CDS (PPD/PSD.CDS-PP)   | 30 628  | 44,90 | 3,85 | 2      | en stagnation |
|                                            | Parti socialiste (PS)                     | 17 785  | 26,08 | 4,34 | 1      | en stagnation |
|                                            | Chega (CH)                                | 14 290  | 20,95 | 2,28 | 0      | en stagnation |
|                                            | Initiative libérale (IL)                  | 1 541   | 2,26  | 0,51 | 0      | en stagnation |
|                                            | Alternative démocratique nationale (ADN)  | 1 071   | 1,57  | 0,66 | 0      | en stagnation |
|                                            | LIBRE (L)                                 | 793     | 1,16  | 0,13 | 0      | en stagnation |
|                                            | Coalition démocratique unitaire (PCP-PEV) | 725     | 1,06  | 0,03 | 0      | en stagnation |
|                                            | Bloc de gauche (BE)                       | 590     | 0,87  | 1,11 | 0      | en stagnation |
|                                            | Personnes–Animaux–Nature (PAN)            | 455     | 0,67  | 0,17 | 0      | en stagnation |
|                                            | Réagir, inclure, recycler (RIR)           | 97      | 0,14  | 0,10 | 0      | en stagnation |
|                                            | Volt Portugal (VP)                        | 86      | 0,13  | Nv.  | 0      | en stagnation |
|                                            | Ergue-te (E)                              | 80      | 0,12  | 0,03 | 0      | en stagnation |
|                                            | Parti populaire monarchiste (PPM)         | 66      | 0,10  | N/A  | 0      |               |
|                                            |                                           |         |       |      |        |               |
| Suffrages exprimés                         | Suffrages exprimés                        | 68 207  | 97,46 |      |        |               |
| Votes blancs                               | Votes blancs                              | 853     | 1,22  |      |        |               |
| Votes invalides                            | Votes invalides                           | 923     | 1,32  |      |        |               |
| Total                                      | Total                                     | 69 983  | 100   | –    | 3      | en stagnation |
| Abstentions                                | Abstentions                               | 62 775  | 47,29 |      |        |               |
| Inscrits/Participation                     | Inscrits/Participation                    | 132 758 | 52,71 |      |        |               |
|                                            |                                           |         |       |      |        |               |
| Source: Commission nationale des élections |                                           |         |       |      |        |               |

| Parti | Parti | Parti | Parti   | Députés                             |
| ----- | ----- | ----- | ------- | ----------------------------------- |
|       | AD    |       | PPD/PSD | - Hernani Venancio - Nuno Rodrigues |
|       | PS    | PS    | PS      | - Julia de Almeida                  |

#### 2024
| Parti                                      | Parti                                    | Voix    | %     | +/-   | Sièges | +/-           |
| ------------------------------------------ | ---------------------------------------- | ------- | ----- | ----- | ------ | ------------- |
|                                            | Alliance démocratique (AD) (PSD-PP-PPM)  | 29 069  | 41,05 | 2,23  | 2      | 1             |
|                                            | Parti socialiste (PS)                    | 21 539  | 30,42 | 10,75 | 1      | 1             |
|                                            | Chega (CH)                               | 13 220  | 18,67 | 9,96  | 0      | en stagnation |
|                                            | Alternative démocratique nationale (ADN) | 1 576   | 2,23  | Abs.  | 0      | en stagnation |
|                                            | Bloc de gauche (BE)                      | 1 403   | 1,98  | 0,15  | 0      | en stagnation |
|                                            | Initiative libérale (IL)                 | 1 241   | 1,75  | 0,12  | 0      | en stagnation |
|                                            | Coalition démocratique unitaire (CDU)    | 774     | 1,09  | 0,30  | 0      | en stagnation |
|                                            | Libre (L)                                | 727     | 1,03  | 0,68  | 0      | en stagnation |
|                                            | Personnes–Animaux–Nature (PAN)           | 598     | 0,84  | 0,22  | 0      | en stagnation |
|                                            | Nouvelle Droite (ND)                     | 328     | 0,46  | Nv.   | 0      | en stagnation |
|                                            | Réagir, inclure, recycler (RIR)          | 169     | 0,24  | 0,15  | 0      | en stagnation |
|                                            | Ergue-te (E)                             | 109     | 0,15  | 0,05  | 0      | en stagnation |
|                                            | Alternative 21 (MPT-A)                   | 53      | 0,07  | 0,07  | 0      | en stagnation |
|                                            |                                          |         |       |       |        |               |
| Suffrages exprimés                         | Suffrages exprimés                       | 70 806  | 97,44 |       |        |               |
| Votes blancs                               | Votes blancs                             | 892     | 1,23  |       |        |               |
| Votes nuls                                 | Votes nuls                               | 966     | 1,33  |       |        |               |
| Total                                      | Total                                    | 72 664  | 100   | -     | 3      | en stagnation |
| Abstention                                 | Abstention                               | 61 549  | 45,86 |       |        |               |
| Inscrits/Participation                     | Inscrits/Participation                   | 134 213 | 54,14 |       |        |               |
|                                            |                                          |         |       |       |        |               |
| Source: Commission nationale des élections |                                          |         |       |       |        |               |

| Parti | Parti | Parti | Parti   | Députés                         |
| ----- | ----- | ----- | ------- | ------------------------------- |
|       | AD    |       | PPD/PSD | - Hermâni Dias - Nuno Gonçalves |
|       | PS    | PS    | PS      | - Isabel Ferreira               |

#### 2022
| Parti                                      | Parti                                  | Voix    | %     | +/-  | Sièges | +/-           |
| ------------------------------------------ | -------------------------------------- | ------- | ----- | ---- | ------ | ------------- |
|                                            | Parti socialiste (PS)                  | 26 504  | 41,17 | 3,01 | 2      | 1             |
|                                            | Parti social-démocrate (PPD/PSD)       | 26 492  | 41,15 | 1,49 | 1      | 1             |
|                                            | Chega (CH)                             | 5 610   | 8,71  | 7,84 | 0      | en stagnation |
|                                            | CDS – Parti populaire (CDS-PP)         | 1 373   | 2,13  | 2,53 | 0      | en stagnation |
|                                            | Bloc de gauche (BE)                    | 1 370   | 2,13  | 4,17 | 0      | en stagnation |
|                                            | Initiative libérale (IL)               | 1 049   | 1,63  | 1,19 | 0      | en stagnation |
|                                            | Coalition démocratique unitaire (CDU)  | 893     | 1,39  | 0,83 | 0      | en stagnation |
|                                            | Personnes–Animaux–Nature (PAN)         | 399     | 0,62  | 0,74 | 0      | en stagnation |
|                                            | Réagir, inclure, recycler (RIR)        | 251     | 0,39  | 0,19 | 0      | en stagnation |
|                                            | Libre (L)                              | 227     | 0,35  | 0,09 | 0      | en stagnation |
|                                            | Parti de la Terre (MPT)                | 90      | 0,14  | Abs. | 0      | en stagnation |
|                                            | Ergue-te (E)                           | 64      | 0,10  | 0,16 | 0      | en stagnation |
|                                            | Mouvement Alternative socialiste (MAS) | 54      | 0,09  | Abs. | 0      | en stagnation |
|                                            |                                        |         |       |      |        |               |
| Suffrages exprimés                         | Suffrages exprimés                     | 64 376  | 97,93 |      |        |               |
| Votes blancs                               | Votes blancs                           | 567     | 0,86  |      |        |               |
| Votes nuls                                 | Votes nuls                             | 795     | 1,21  |      |        |               |
| Total                                      | Total                                  | 65 738  | 100   | -    | 3      | en stagnation |
| Abstention                                 | Abstention                             | 71 834  | 52,22 |      |        |               |
| Inscrits/Participation                     | Inscrits/Participation                 | 137 572 | 47,78 |      |        |               |
|                                            |                                        |         |       |      |        |               |
| Source: Commission nationale des élections |                                        |         |       |      |        |               |

| Parti | Parti   | Parti   | Parti   | Députés                           |
| ----- | ------- | ------- | ------- | --------------------------------- |
|       | PS      | PS      | PS      | - Berta Nunes - Sobrinho Teixeira |
|       | PPD/PSD | PPD/PSD | PPD/PSD | - Adão Silva                      |

### Années 2010

#### 2019
| Parti                                      | Parti                                              | Voix    | %     | +/-  | Sièges | +/-           |
| ------------------------------------------ | -------------------------------------------------- | ------- | ----- | ---- | ------ | ------------- |
|                                            | Parti social-démocrate (PPD/PSD)                   | 25 938  | 42,64 | N/A  | 2      | en stagnation |
|                                            | Parti socialiste (PS)                              | 23 216  | 38,16 | 2,95 | 1      | en stagnation |
|                                            | Bloc de gauche (BE)                                | 3 835   | 6,30  | 0,52 | 0      | en stagnation |
|                                            | CDS – Parti populaire (CDS-PP)                     | 2 835   | 4,66  | N/A  | 0      | en stagnation |
|                                            | Coalition démocratique unitaire (CDU)              | 1 350   | 2,22  | 0,97 | 0      | en stagnation |
|                                            | Personnes–Animaux–Nature (PAN)                     | 830     | 1,36  | 0,79 | 0      | en stagnation |
|                                            | Chega (CH)                                         | 531     | 0,87  | Nv.  | 0      | en stagnation |
|                                            | Réagir, inclure, recycler (RIR)                    | 355     | 0,58  | Nv.  | 0      | en stagnation |
|                                            | Parti communiste des travailleurs portugais (PCTP) | 313     | 0,51  | 0,29 | 0      | en stagnation |
|                                            | Alliance (A)                                       | 310     | 0,51  | Nv.  | 0      | en stagnation |
|                                            | Initiative libérale (IL)                           | 271     | 0,44  | Nv.  | 0      | en stagnation |
|                                            | Libre (L)                                          | 270     | 0,44  | 0,06 | 0      | en stagnation |
|                                            | Parti uni des retraités (PURP)                     | 187     | 0,31  | Nv.  | 0      | en stagnation |
|                                            | Parti national rénovateur (PNR)                    | 158     | 0,26  | 0,02 | 0      | en stagnation |
|                                            | Nous, citoyens ! (NC)                              | 138     | 0,23  | 0,01 | 0      | en stagnation |
|                                            | Parti démocratique républicain (PDR)               | 119     | 0,20  | 0,62 | 0      | en stagnation |
|                                            | Parti travailliste portugais (PTP)                 | 101     | 0,17  | 0,26 | 0      | en stagnation |
|                                            | Parti populaire monarchiste (PPM)                  | 77      | 0,13  | 0,22 | 0      | en stagnation |
|                                            |                                                    |         |       |      |        |               |
| Suffrages exprimés                         | Suffrages exprimés                                 | 60 834  | 96,28 |      |        |               |
| Votes blancs                               | Votes blancs                                       | 1 305   | 2,05  |      |        |               |
| Votes nuls                                 | Votes nuls                                         | 1 392   | 1,67  |      |        |               |
| Total                                      | Total                                              | 63 531  | 100   | -    | 3      | en stagnation |
| Abstention                                 | Abstention                                         | 78 026  | 55,12 |      |        |               |
| Inscrits/Participation                     | Inscrits/Participation                             | 141 557 | 44,88 |      |        |               |
|                                            |                                                    |         |       |      |        |               |
| Source: Commission nationale des élections |                                                    |         |       |      |        |               |

| Parti | Parti   | Parti   | Parti   | Députés                     |
| ----- | ------- | ------- | ------- | --------------------------- |
|       | PPD/PSD | PPD/PSD | PPD/PSD | - Isabel Lopes - Adão Silva |
|       | PS      | PS      | PS      | - Jorge Gomes               |

#### 2015
| Parti                                      | Parti                                              | Voix    | %     | +/-   | Sièges | +/-           |
| ------------------------------------------ | -------------------------------------------------- | ------- | ----- | ----- | ------ | ------------- |
|                                            | Portugal en avant (PàF) (PPD/PSD-CDS-PP)           | 34 347  | 51,42 | 13,86 | 2      | en stagnation |
|                                            | Parti socialiste (PS)                              | 23 518  | 35,21 | 8,22  | 1      | en stagnation |
|                                            | Bloc de gauche (BE)                                | 3 864   | 5,78  | 3,41  | 0      | en stagnation |
|                                            | Coalition démocratique unitaire (CDU)              | 2 134   | 3,19  | 0,51  | 0      | en stagnation |
|                                            | Parti démocrate républicain (PDR)                  | 550     | 0,82  | Nv.   | 0      | en stagnation |
|                                            | Parti communiste des travailleurs portugais (PCTP) | 534     | 0,80  | 0,23  | 0      | en stagnation |
|                                            | Personnes–Animaux–Nature (PAN)                     | 383     | 0,57  | Nv.   | 0      | en stagnation |
|                                            | AGIR (PTP-MAS)                                     | 285     | 0,43  | 0,19  | 0      | en stagnation |
|                                            | LIBRE (L)                                          | 252     | 0,38  | Nv.   | 0      | en stagnation |
|                                            | Parti populaire monarchiste (PPM)                  | 232     | 0,35  | 0,01  | 0      | en stagnation |
|                                            | Parti de la Terre (MPT)                            | 221     | 0,33  | 0,06  | 0      | en stagnation |
|                                            | Parti national rénovateur (PNR)                    | 190     | 0,28  | 0,05  | 0      | en stagnation |
|                                            | Nous, citoyens ! (NC)                              | 161     | 0,24  | Nv.   | 0      | en stagnation |
|                                            | Ensemble pour le peuple (JPP)                      | 123     | 0,18  | Nv.   | 0      | en stagnation |
|                                            |                                                    |         |       |       |        |               |
| Suffrages exprimés                         | Suffrages exprimés                                 | 66 794  | 96,26 |       |        |               |
| Votes blancs                               | Votes blancs                                       | 1 189   | 1,71  |       |        |               |
| Votes nuls                                 | Votes nuls                                         | 1 409   | 2,03  |       |        |               |
| Total                                      | Total                                              | 69 392  | 100   | -     | 3      | en stagnation |
| Abstention                                 | Abstention                                         | 78 003  | 52,92 |       |        |               |
| Inscrits/Participation                     | Inscrits/Participation                             | 147 395 | 47,08 |       |        |               |
|                                            |                                                    |         |       |       |        |               |
| Source: Commission nationale des élections |                                                    |         |       |       |        |               |

| Parti | Parti | Parti | Parti   | Députés                     |
| ----- | ----- | ----- | ------- | --------------------------- |
|       | PàF   |       | PPD/PSD | - Adão Silva - José Silvano |
|       | PS    | PS    | PS      | - Jorge Gomes               |

#### 2011
| Parti                                      | Parti                                              | Voix    | %     | +/-   | Sièges | +/-           |
| ------------------------------------------ | -------------------------------------------------- | ------- | ----- | ----- | ------ | ------------- |
|                                            | Parti social-démocrate (PPD/PSD)                   | 39 338  | 53,82 | 11,95 | 2      | en stagnation |
|                                            | Parti socialiste (PS)                              | 19 728  | 26,99 | 6,98  | 1      | en stagnation |
|                                            | CDS – Parti populaire (CDS-PP)                     | 8 378   | 11,46 | 1,49  | 0      | en stagnation |
|                                            | Coalition démocratique unitaire (CDU)              | 1 956   | 2,68  | 0,80  | 0      | en stagnation |
|                                            | Bloc de gauche (BE)                                | 1 732   | 2,37  | 3,99  | 0      | en stagnation |
|                                            | Parti communiste des travailleurs portugais (PCTP) | 417     | 0,57  | 0,08  | 0      | en stagnation |
|                                            | Parti humaniste (PH)                               | 304     | 0,42  | N/A   | 0      | en stagnation |
|                                            | Parti de la Terre (MPT)                            | 282     | 0,39  | N/A   | 0      | en stagnation |
|                                            | Parti populaire monarchiste (PPM)                  | 247     | 0,34  | 0,11  | 0      | en stagnation |
|                                            | Mouvement Espoir pour le Portugal (MEP)            | 224     | 0,31  | 0,09  | 0      | en stagnation |
|                                            | Parti travailliste portugais (PTP)                 | 175     | 0,24  | Nv.   | 0      | en stagnation |
|                                            | Parti national rénovateur (PNR)                    | 165     | 0,23  | 0,07  | 0      | en stagnation |
|                                            | Parti démocrate de l'Atlantique (PDA)              | 146     | 0,20  | Abs.  | 0      | en stagnation |
|                                            |                                                    |         |       |       |        |               |
| Suffrages exprimés                         | Suffrages exprimés                                 | 73 092  | 96,72 |       |        |               |
| Votes blancs                               | Votes blancs                                       | 1 436   | 1,90  |       |        |               |
| Votes nuls                                 | Votes nuls                                         | 1 045   | 1,38  |       |        |               |
| Total                                      | Total                                              | 75 573  | 100   | -     | 3      | en stagnation |
| Abstention                                 | Abstention                                         | 77 267  | 50,55 |       |        |               |
| Inscrits/Participation                     | Inscrits/Participation                             | 152 840 | 49,45 |       |        |               |
|                                            |                                                    |         |       |       |        |               |
| Source: Commission nationale des élections |                                                    |         |       |       |        |               |

| Parti | Parti   | Parti   | Parti   | Députés                              |
| ----- | ------- | ------- | ------- | ------------------------------------ |
|       | PPD/PSD | PPD/PSD | PPD/PSD | - Adão Silva - Francisco José Viegas |
|       | PS      | PS      | PS      | - Mota Andrade                       |